# Cristo morto sostenuto sul sepolcro da tre angeli (Giampietro Silvio)
Cristo morto sostenuto sul sepolcro da tre angeli è un dipinto olio su tela di Giampietro Silvio conservato nella chiesa parrocchiale di San Giacomo di Sedrina. 

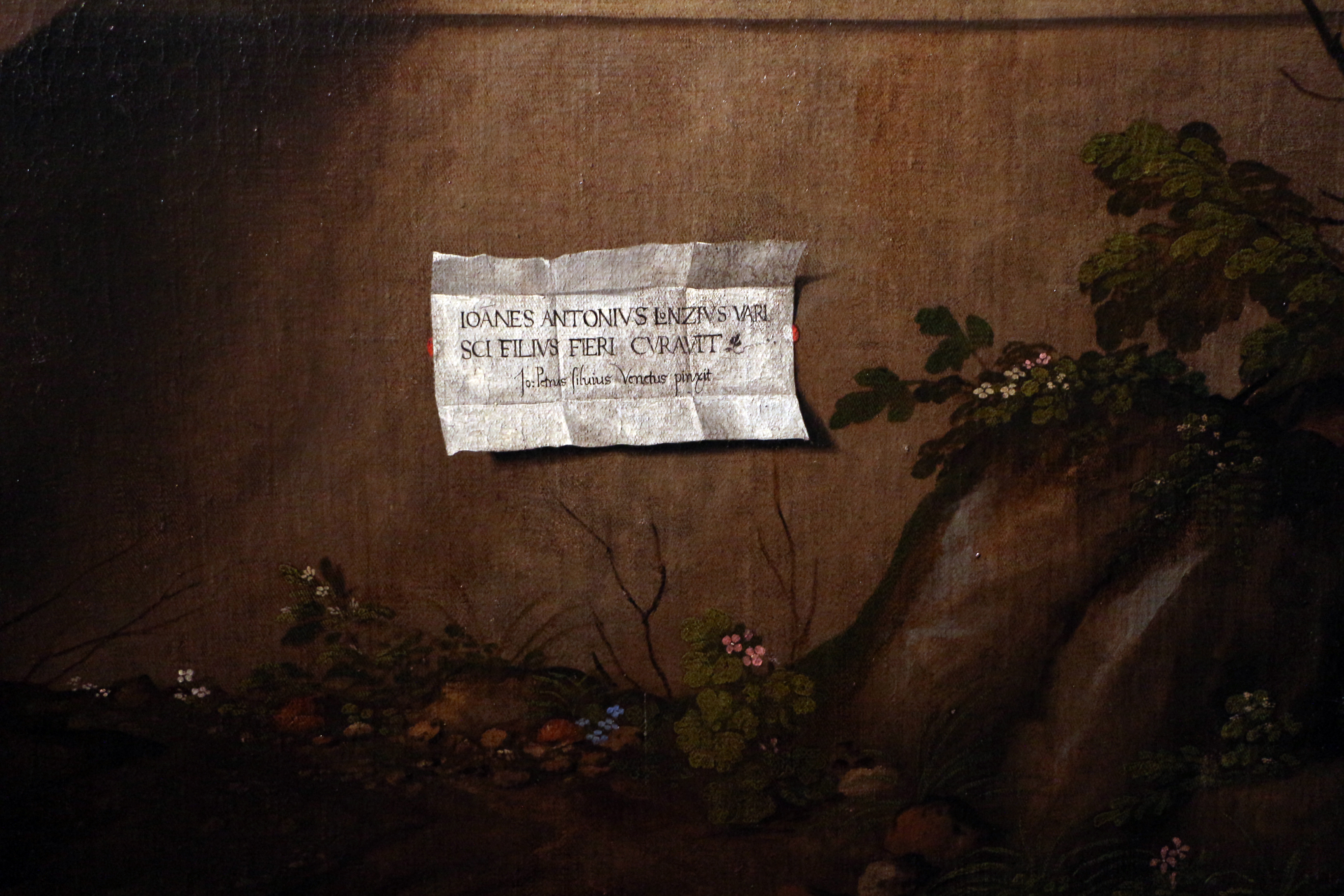
Firma e committenza

## Storia
Il dipinto fu realizzato intorno al 1532 anche se fu collocato come pala sull'altare della cappella a sinistra del presbiterio della chiesa di San Giacomo solo nel 1582, sicuramente dopo il 1575, non essendo negli atti della visita pastorale che san Carlo Borromeo fece alla chiesa di San Giacomo. L'opera fu commissionata da un certo Giovanni Antonio Lorenzo Varisci, come indicato sulla tela stessa.

L'artista aveva già realizzato un dipinto con il medesimo soggetto e conservato nella duomo di Veglia un paio di anni prima, ma che si presenta di minore qualità artistica, quello di Sedrina è considerata ben più lucida e di un formalismo» impeccabile, probabilmente tra le migliori opere dell'artista.

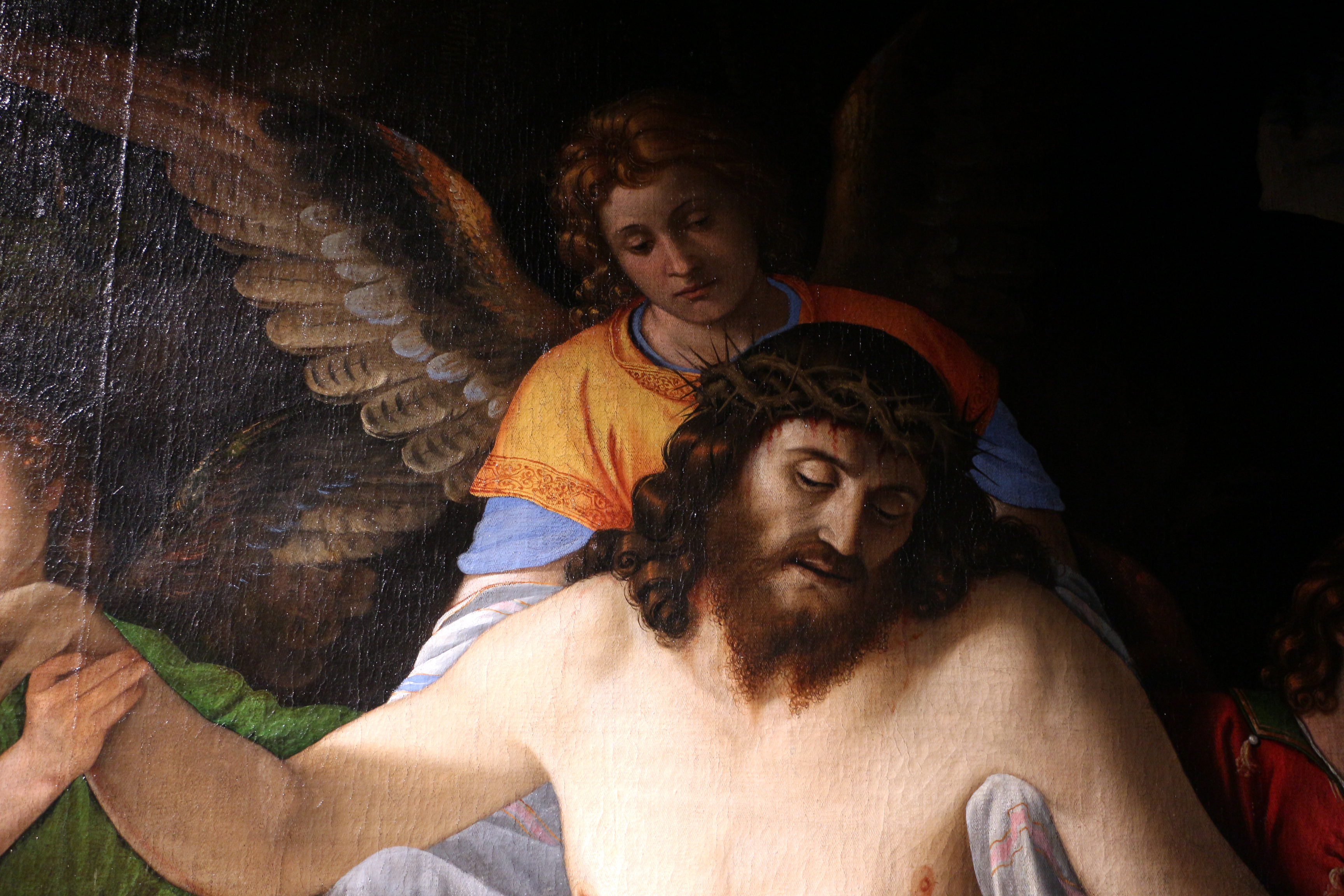
Particolare del viso di Cristo

## Descrizione
La raffigurazione di Cristo morto è la riproduzione, della carità cristiana, immagine molto diffusa in Italia in epoca rinascimentale ma nasce probabilmente dalle raffigurazioni bizantine dell'Imago Pietatis. Sul territorio della penisola il primo artista a riprodurre la Pietà fu Simone di Filippo nel 1360, opera conservata a Bologna. 
L'immagine si collega all'arte del Tiziano nella raffigurazione del paesaggio fosco, che è posto alle spalle dei personaggi, e del Giovanni Antonio de' Sacchis nel corpo dall'aspetto dilatato. 

Gli angeli che lo reggono, hanno lo sguardo venato dove traspare una trattenuta sofferenza. Sul sepolcro è posto un cartiglio che riporta la scritta Ioannes Antonious Lorenzius Varisci filius fieri curavit. Io Petrus Sivìlvius Venetus Pinxit, il nome del committente e la firma dell'artista. Sul prato, ai piedi del sepolcro, vi sono tanti piccoli fiori, segno della rinascita dopo la morte. L'intensità del cielo azzurro completa il dipinto, che fa contrasto con il buio della parte centrale, metafora della morte e della vita. La vita nuova è solo in cielo, con il martirio e la resurrezione.
Il dipinto centinato, è inserito in una cornice dorata in stile classico.